# Quint Jansen
Quint Jansen (Zaandam, 10 september 1990) is een Nederlandse voetballer die als verdediger speelt.

## Clubcarrière
Jansen begon zijn loopbaan als aanvaller of aanvallende middenvelder bij Hellas Sport.
Hij verhuisde voor de liefde naar Noorwegen en meldde zich aan bij IK Junkeren dat in de 3. divisjon speelde. Na een half jaar en 9 wedstrijden maakte Jansen na een succesvolle stage als centrale verdediger de overgang naar Finnsnes IL dat in Tromsø trainde en enkel in het noordelijke Finnsnes haar thuiswedstrijden speelt. Hier heeft hij verdeeld over 2 seizoenen 56 wedstrijden gespeeld en 4 maal gescoord in de 2. Divisjon.
Mede door deze prestatie wist Quint Jansen de interesse te wekken van clubs uitkomend in de Eliteserien, wat resulteerde in stages bij Tromsø IL en Viking FK. Mede door een trainerswissel en een enkelblessure resulteerde dit niet in een contractvoorstel.
Mjøndalen IF bood Jansen een tweejarig contract aan. Na een herstelperiode van een paar maanden werd Jansen vluchtig basisspeler in het Isachsen Stadion en begon Mjøndalen, onder leiding van Jansen een bijzonder sterke reeks van overwinningen (9 uit 10 wedstrijden) en waarvan in 7 wedstrijden geen tegendoelpunten werden geïncasseerd. Dit resulteerde in deelname aan de play-off wedstrijden om een plek in de Eliteserien. Mjøndalen speelde in de halve finale van de play-offs tegen Ullensaker/Kisa IL en won met 3-1. Hierdoor plaatste Mjøndalen IF zich voor de finale tegen Ranheim Fotball. Deze wedstrijd werd met 1-2 verloren en daardoor liep Jansen met Mjøndalen IF promotie mis. In 2018 eindigde de club als tweede in de OBOS-ligaen en promoveerde zo naar de Eliteserien. Nadat de club degradatie eind 2020 via promotie-degadatiewedstrijden wist af te wenden, liep zijn contract af. Eind april 2021 vervolgde hij zijn loopbaan bij Aalesunds FK in de 1. divisjon. In 2022 speelt hij voor Sandefjord Fotball in de Eliteserien. In 2023 keerde hij terug bij Mjøndalen IF.